# جوزف رادی
جوزف رادی (به انگلیسی: Joseph Ruddy) (زادهٔ ۲۸ سپتامبر ۱۸۷۸) شناگر اهل ایالات متحده آمریکا است.